# Mohammed Djetei
Mohammed Djetei Camara (Yaoundé, 18 de agosto de 1994) é um futebolista profissional camaronês que atua como defensor.

## Carreira
Mohammed Djetei representou o elenco da Seleção Camaronesa de Futebol no Campeonato Africano das Nações de 2017.